# Gliese 229
Gliese 229 (Gl 229, GJ 229) ist ein Stern im Sternbild Hase. Es handelt sich dabei um ein Doppelsystem in 18,8 Lichtjahren Entfernung.
Bei Gliese 229 A handelt es sich um einen Roten Zwerg vom Spektraltyp M1, bei Gliese 229 B handelt es sich um den ersten zweifelsfrei nachgewiesenen Braunen Zwerg (Nakajima et al., 1995). 2024 stellte sich heraus, dass Gliese 229 Ba und Bb zwei Braune Zwerge der Spektralklassen T7 und T8 mit Oberflächentemperaturen von etwa 850 Kelvin sind. Die braunen Zwerge umkreisen einander in einem Abstand von etwa 0,04 AE – nur etwa 16 mal weiter auseinander als die Erde und der Mond, weshalb sie erst 2024 einzeln aufgelöst werden konnten.
Im Jahre 2014 wurde außerdem ein Exoplanet um Gliese 229 A entdeckt (Gliese 229 A b) und im Jahre 2020 ein weiterer.

## Tabelle

Größen- und Temperaturvergleich zwischen der Sonne, Gliese 229 A + B, Teide 1 und Jupiter

| Planet (Reihenfolge vom Stern aus) | Entdeckt | Masse (Erdmassen) | Große Halbachse der Bahn (AU) | Umlaufzeit (Tage) | Exzentrizität   |
| ---------------------------------- | -------- | ----------------- | ----------------------------- | ----------------- | --------------- |
| Gliese 229 A c                     | 2020     | 7,93 +2,39−3,44   | 0,339 +0,024−0,029            | 122,0 ± 0,4       | 0,29 +0,06−0,26 |
| Gliese 229 A b                     | 2014     | 10,02 +3,35−6,10  | 0,896 +0,069−0,073            | 523,2 +13,0−7,0   | 0,17 +0,07−0,17 |